# Jes Schmidt
Jes Schmidt (* 10. November 1916 in Hjerting bei Rödding; † 1. August 1979 in Apenrade) war Chefredakteur und Leiter des Deutschen Sekretariats in Apenrade und Politiker der deutschen Minderheit in Dänemark.

## Leben
Jes Schmidt stammte aus Hjerting/Rödding im nördlichen Nordschleswig, welches bis 1920 zu Preußen gehörte. Nach einer journalistischen Ausbildung war er für die Reichs-Rundfunk-Gesellschaft in Oslo im besetzten Norwegen tätig. Bei seiner Rückkehr im Frühjahr 1946 wurde er in Toftlund inhaftiert, jedoch am 23. Mai 1946 vom Untergericht in Rödding freigesprochen, ein Urteil, das das Landgericht in Sonderburg im Herbst des Jahres bestätigte. Ab 1946 war Schmidt zunächst als Redakteur bei der deutschen Wochenzeitung Der Nordschleswiger tätig. 1953 wurde er Chefredakteur dieser jetzt als Tageszeitung erscheinenden Publikation und blieb dies bis 1979. Jes Schmidt engagierte sich nach dem Zweiten Weltkrieg insbesondere beim Wiederaufbau der Organisationen und in der Politik der Deutschen Volksgruppe in Nordschleswig. So war er von 1947 bis 1961 Vorsitzender des Deutschen Jugendverbandes für Nordschleswig und 1951 bis 1979 Vorsitzender des Volkshochschulvereins für Nordschleswig, des Trägervereins der Deutschen Nachschule Tingleff. Von 1958 bis 1974 war Jes Schmidt als Vertreter der Schleswigschen Partei Mitglied des Stadtrates in Apenrade und bekleidete dort zuletzt das Amt des 1. Vizebürgermeisters. Von 1965 bis 1973 saß er als Vertreter der Deutschen Minderheit im Kontaktausschuss für die deutsche Volksgruppe bei Regierung und Parlament in Kopenhagen. Als die neugegründete Partei der Centrumdemokraten der Deutschen Minderheit 1973 eine wahltechnische Zusammenarbeit anbot, wurde Schmidt Mitglied des dänischen Folketings, ein Mandat, das er bis zu seinem Tode im Jahre 1979 innehatte. Nach seinem Tod wurde die Jes-Schmidt-Stiftung gegründet, die jährlich Legate an Jugendliche aus der Minderheit vergibt, die sich in der Ausbildung befinden und darüber hinaus ebenfalls jährlich einen Nordschleswig-Preis an Personen, die sich um die Jugendarbeit in Nordschleswig verdient gemacht haben.

## Ehrenamtliche Tätigkeiten
- 1947 bis 1961 Vorsitzender des Deutschen Jugendverbandes für Nordschleswig
- 1951 bis 1979 Vorsitzender des Volkshochschulvereins für Nordschleswig
- 1965 bis 1973 Mitglied des Kontaktausschusses für die deutsche Volksgruppe bei Regierung und Folketing in Kopenhagen

## Politik
- 1958 bis 1974 Vertreter der Schleswigschen Partei im Stadtrat von Apenrade, zuletzt 1. Vizebürgermeister
- 1973 bis 1979 Mitglied des dänischen Folketings gewählt auf der Liste der Centrumdemokraten (CD)